# 城巴18P線
城巴18P線是城巴18線的特快班次，來往堅尼地城（卑路乍灣）及北角（健康中街），途經林士街天橋，不經上環，只於星期一至五早上繁忙時間提供服務。此外，亦可選乘更快速的路線18X。

## 簡介及歷史
2003年3月10日，新巴於早上繁忙時間，在18號線增設特別車18P，由堅尼地城單向往北角健康中街，直接到達灣仔北主要商業區，不在中環區停站，深受乘客歡迎。所以在2004年5月31日的路線重組中，18P線提升至每天早上至黃昏雙向服務，除早上繁忙時間外總站遷往北角碼頭，提供一個來往北角及西區的更快選擇。由2010年8月16日起，為提升晚間由北角往堅尼地城的特快巴士服務，新巴修改了18及18P線的末班車開出時間。18線的末趟車提早至晚上八時開出，而18P的末趟車則延至凌晨零時從北角健康中街開出往堅尼地城。這項安排，形成了晚上八時後，東行「有慢無快」、西行「有快無慢」的情況。
- 2011年11月14日：18P線提早每日由堅尼地城（卑路乍灣）開出的頭班車至06:45並加密星期一至五07:46-08:26的班次。
- 2015年5月10日：因應港鐵西港島綫通車後的巴士路線重組，本線作出以下改動：
  - 北角區總站全日延長至健康中街
  - 延長堅尼地城的尾班車時間至23:00
  - 往北角方向改經正街前往干諾道西，並改經永興街及英皇道，不再途經歌頓道及電氣道。
- 2018年8月31日：增設實時抵站時間查詢服務。
- 2019年1月20日：本線調整收費，全程新收費為$5.5；為配合林士街天橋東行落橋位於同日封閉，往北角在林士街天橋後，改經民寶街、耀星街、龍和道、分域碼頭街及夏愨道返回原有路線，沿途巴士站維持不變。
- 2021年9月20日：本線改為只於星期一至五早上09:00前提供服務。 (最後全日服務日期為2021年9月19日)[1]
- 2023年7月1日：因應城巴新巴專營權合併，本線改由城巴經營。

## 服務時間及班次
| 堅尼地城（卑路乍灣）開 | 堅尼地城（卑路乍灣）開 | 堅尼地城（卑路乍灣）開 | 北角（健康中街）開 | 北角（健康中街）開  | 北角（健康中街）開  |
| 日期                   | 服務時間               | 班次（分鐘）           | 日期               | 服務時間            | 班次（分鐘）        |
| ---------------------- | ---------------------- | ---------------------- | ------------------ | ------------------- | ------------------- |
| 星期一至五             | 06:00-08:20            | 20                     | 星期一至五         | 05:30-08:10         | 20                  |
| 星期一至五             | 08:45                  | 08:45                  | 星期一至五         | 08:20、08:30、08:52 | 08:20、08:30、08:52 |

星期六、日及公眾假期不設服務

## 收費
全程：$6.5
- 永興街往北角（健康中街）：$5.2
- 百德新街往堅尼地城（卑路乍灣）：$5.8
- 高樂花園往堅尼地城（卑路乍灣）：$4.8

| - 本線設有12歲以下小童及65歲或以上長者半價優惠。 - 65歲或以上香港居民使用「樂悠咭」，以及12歲以下合資格殘疾兒童使用「殘疾人士身份」個人八達通繳付車資，均可享有每程$2.0或半價（以較低者為準）的票價優惠；12至64歲合資格殘疾人士使用「殘疾人士身份」個人八達通（包括「樂悠咭」），以及60至64歲香港居民使用「樂悠咭」繳付車資，均可享有每程$2.0或全費（以較低者為準）的票價優惠。 - 65歲或以上長者如使用長者或一般個人八達通繳付車資，則只可享有半價優惠；12至64歲合資格殘疾人士如不使用「殘疾人士身份」個人八達通，以及60至64歲人士如不使用「樂悠咭」繳付車資，必須繳付全費。 - 乘客可以現金或八達通於上車時付款，不設找續。 - 每位成人乘客可免費攜帶最多兩名4歲以下而不佔座位的兒童乘客乘車，超額之4歲以下小童必須繳付小童車費乘車。 - 九龍巴士、城巴及龍運巴士全職員工及家屬（不包括外判職員）可免費乘搭本路線，惟必須拍職員或職員家屬八達通。 - 乘客亦可使用AlipayHK「易乘碼」、支付寶、WeChatHK／微信支付「搭車碼」、銀聯雲閃付「乘車碼」及BOC Pay「乘車碼」、具有感應式支付功能的VISA、Mastercard及銀聯卡，以及Apple Pay、Google Pay及Samsung Pay流動支付平台繳付車資。使用此支付方式的乘客可享有中途下車之分段收費，以及與其他城巴獨營路線或聯營線城巴班次之轉乘優惠，惟不適用於與非城巴路線之轉乘優惠。乘客亦不能享有「公共交通費用補貼計劃」及「長者及合資格殘疾人士公共交通票價優惠計劃」。 |

### 八達通轉乘優惠
乘客登上本線後90分鐘內以同一張八達通卡轉乘以下路線，或從以下路線登車後90分鐘內以同一張八達通卡轉乘本線，次程可獲車資折扣優惠：
18P往堅尼地城（卑路乍灣） → 5B往摩星嶺，次程車資全免
18P←→4(X)、30X，次程可獲$1折扣優惠
- 18P任何方向 → 4往黃竹坑、4X往華富或30X往數碼港
- 4(X)或30X往金鐘 → 18P任何方向

18P←→8P、27、722，次程可獲$1折扣優惠
- 18P往北角 → 8P往小西灣、27往寶馬山或722往耀東邨
- 8P往灣仔、27往北角碼頭或722往中環 → 18P往堅尼地城

18P←→780、788，兩程合共$10.3
- 18P往北角 → 780往柴灣或788往小西灣
- 780往中環碼頭或788往港澳碼頭 → 18P往堅尼地城

18P←→608，兩程合共$12.3
- 18P往北角 → 608往九龍城
- 608往筲箕灣 → 18P往堅尼地城

## 使用車輛
本線現時主要用車為亞歷山大丹尼士Enviro 500 12米或11.3米（40XX、55XX）、亞歷山大丹尼士Enviro 500 MMC 12米或11.3米（40XX、55XX/56XX/57XX）及富豪B9TL（52XX)。此外，本線常與18X及113線共用車輛。

## 行車路線
堅尼地城（卑路乍灣）開經：城西道、西祥街北、西祥街、卑路乍街、荷蘭街、堅彌地城海旁、德輔道西、正街、干諾道西、林士街天橋、民寶街、耀星街、龍和道、龍合街、分域碼頭街、告士打道、維園道、永興街、英皇道、電照街、渣華道、民康街、健康西街、百福道及健康中街。
北角（健康中街）開經：健康中街、英皇道、清風街天橋、維園道、告士打道、杜老誌道天橋、港灣道、分域碼頭街、天橋、夏慤道、干諾道中、林士街天橋、干諾道西、嘉安街、德輔道西、堅彌地城海旁、山市街、卑路乍街、加多近街、堅彌地城新海旁及城西道。

### 沿線車站

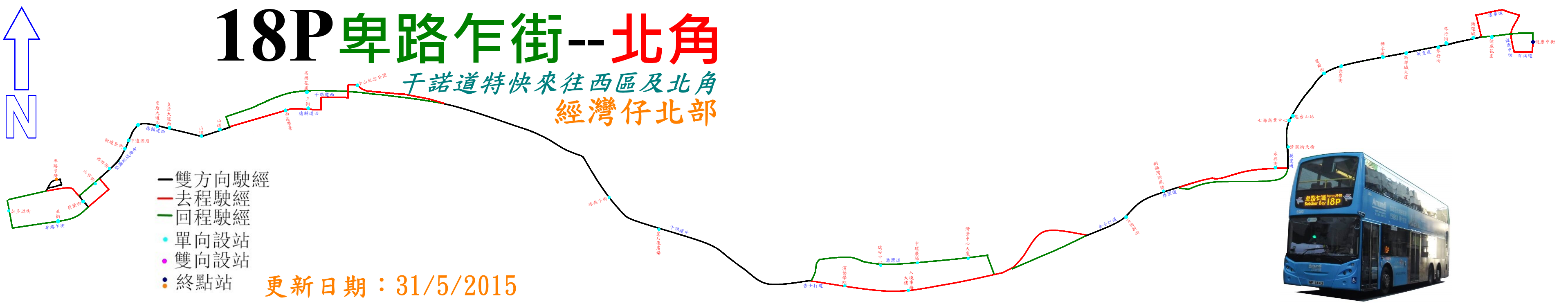
本線的走線圖

| 堅尼地城（卑路乍灣）開 | 堅尼地城（卑路乍灣）開 | 堅尼地城（卑路乍灣）開       | 北角（健康中街）開 | 北角（健康中街）開 | 北角（健康中街）開           |
| 序號                   | 車站名稱               | 位置                         | 序號               | 車站名稱           | 位置                         |
| ---------------------- | ---------------------- | ---------------------------- | ------------------ | ------------------ | ---------------------------- |
| 1                      | 卑路乍灣               | 堅尼地城（卑路乍灣）巴士總站 | 1                  | 北角（健康中街）   | 北角（健康中街）巴士總站     |
| 2                      | 荷蘭街                 | 荷蘭街                       | 2                  | 健威花園           | 英皇道                       |
| 3                      | 西祥街                 | 堅彌地城海旁                 | 3                  | 琴行街             | 英皇道                       |
| 4                      | 歌連臣街               | 堅彌地城海旁                 | 4                  | 新都城大廈         | 英皇道                       |
| 5                      | 堅尼地城游泳池休憩處   | 德輔道西                     | 5                  | 長康街             | 英皇道                       |
| 6                      | 山道                   | 德輔道西                     | 6                  | 炮台山站           | 英皇道                       |
| 7                      | 嘉安街                 | 德輔道西                     | 7                  | 清風街天橋         | 英皇道                       |
| 8                      | 西區警署               | 德輔道西                     | 8                  | 百德新街           | 告士打道                     |
| 9                      | 正街                   | 德輔道西                     | 9                  | 灣景中心大廈       | 港灣道                       |
| 10                     | 中山紀念公園           | 干諾道西                     | 10                 | 香港會議展覽中心   | 港灣道                       |
| 11                     | 香港演藝學院           | 告士打道                     | 11                 | 瑞安中心           | 港灣道                       |
| 12                     | 入境事務大樓           | 告士打道                     | 12                 | 皇后像廣場         | 干諾道中                     |
| 13                     | 銅鑼灣避風塘           | 維園道                       | 13                 | 砵典乍街           | 干諾道中                     |
| 14                     | 永興街                 | 永興街                       | 14                 | 高樂花園           | 干諾道西                     |
| 15                     | 七海商業中心           | 英皇道                       | 15                 | 山道               | 德輔道西                     |
| 16                     | 電廠街                 | 英皇道                       | 16                 | 堅尼地城游泳池     | 堅彌地城海旁                 |
| 17                     | 糖水道                 | 英皇道                       | 17                 | 山市街             | 堅彌地城海旁                 |
| 18                     | 琴行街                 | 英皇道                       | 18                 | 北街               | 卑路乍街                     |
| 19                     | 港運城                 | 英皇道                       | 19                 | 加多近街           | 加多近街                     |
| 20                     | 北角（健康中街）       | 北角（健康中街）巴士總站     | 20                 | 卑路乍灣           | 堅尼地城（卑路乍灣）巴士總站 |

## 客量
西港島綫通車前，此路線東行經水街進入四號幹線，由西區前往炮台山、北角的車程足以與港鐵匹敵。
然而，西港島綫通車半年後，新巴按「配合西港島綫的公共交通服務重組計劃」重組18系列路線，此路線東行需要繞經西營盤正街才駛上公路，車程遠較鐵路為慢；加上告士打道經常性擠塞影響行車時間，東行班次客量在重組後有所流失。
不過，從北角及炮台山前往灣仔北、中環，或灣仔北返回西區，乘搭此路線均較鐵路方便，因此港島綫西延對其西行客量影響較東行微，繁忙時間部分班次依然如常頂閘
因應客量偏低，2021-2022年度巴士路線計劃建議重整本線與18的服務，本線改為只在平日繁忙時間服務，後者回復全日服務，平日早上繁忙時間以外重新延長至堅尼地城，於2021年9月20日實施。
2021年：最繁忙一小時內的載客率為72%，上午9時後的非繁忙時間平均乘客使用量只有27%（北角開）及16%（卑路乍灣開），下午繁忙時間平均乘客使用量也只有53%（北角開）及29%（卑路乍灣開）。